# Observatorio de Ondřejov

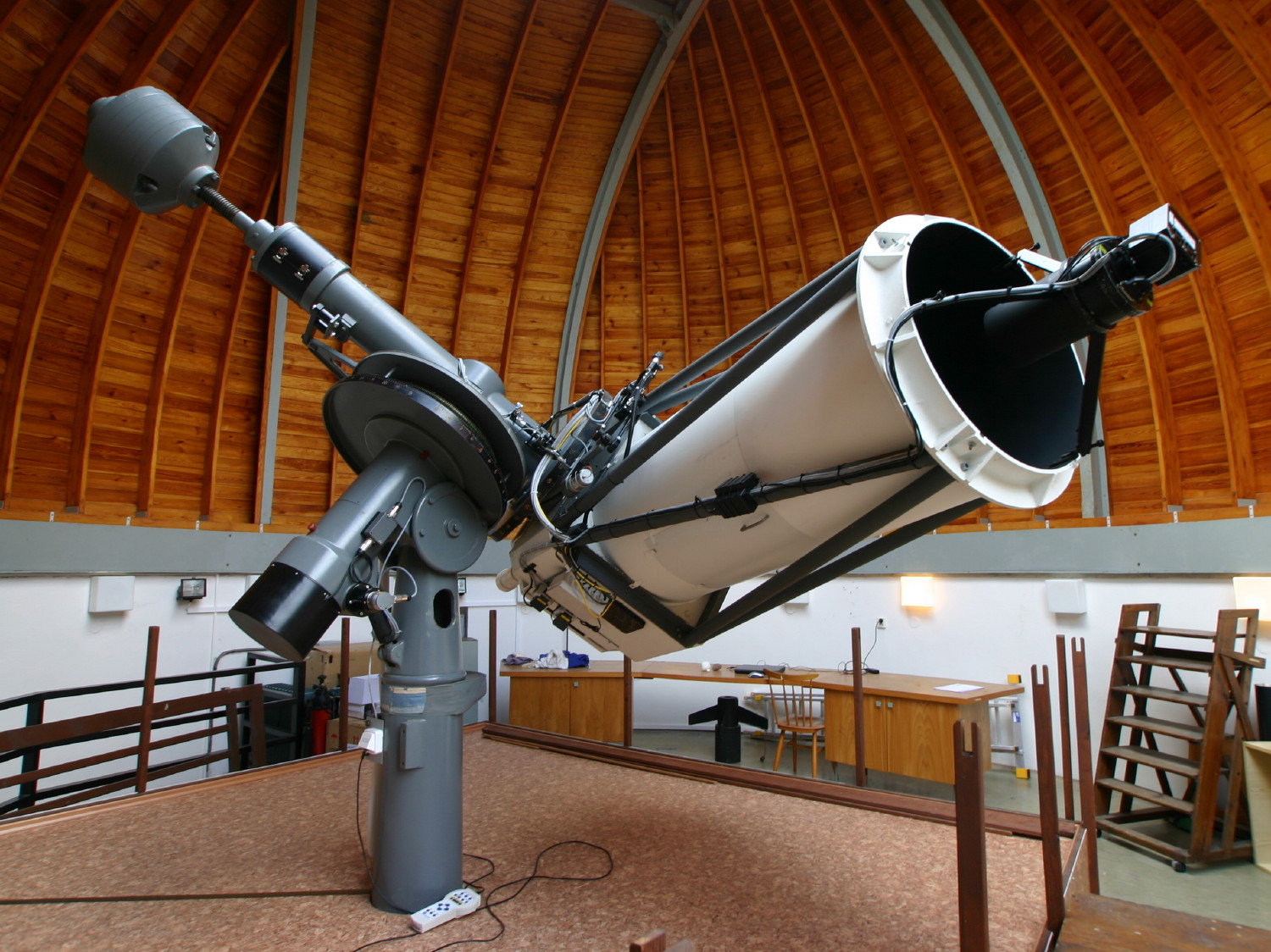
Ondrejov - Telescopio reflector de 65cm.

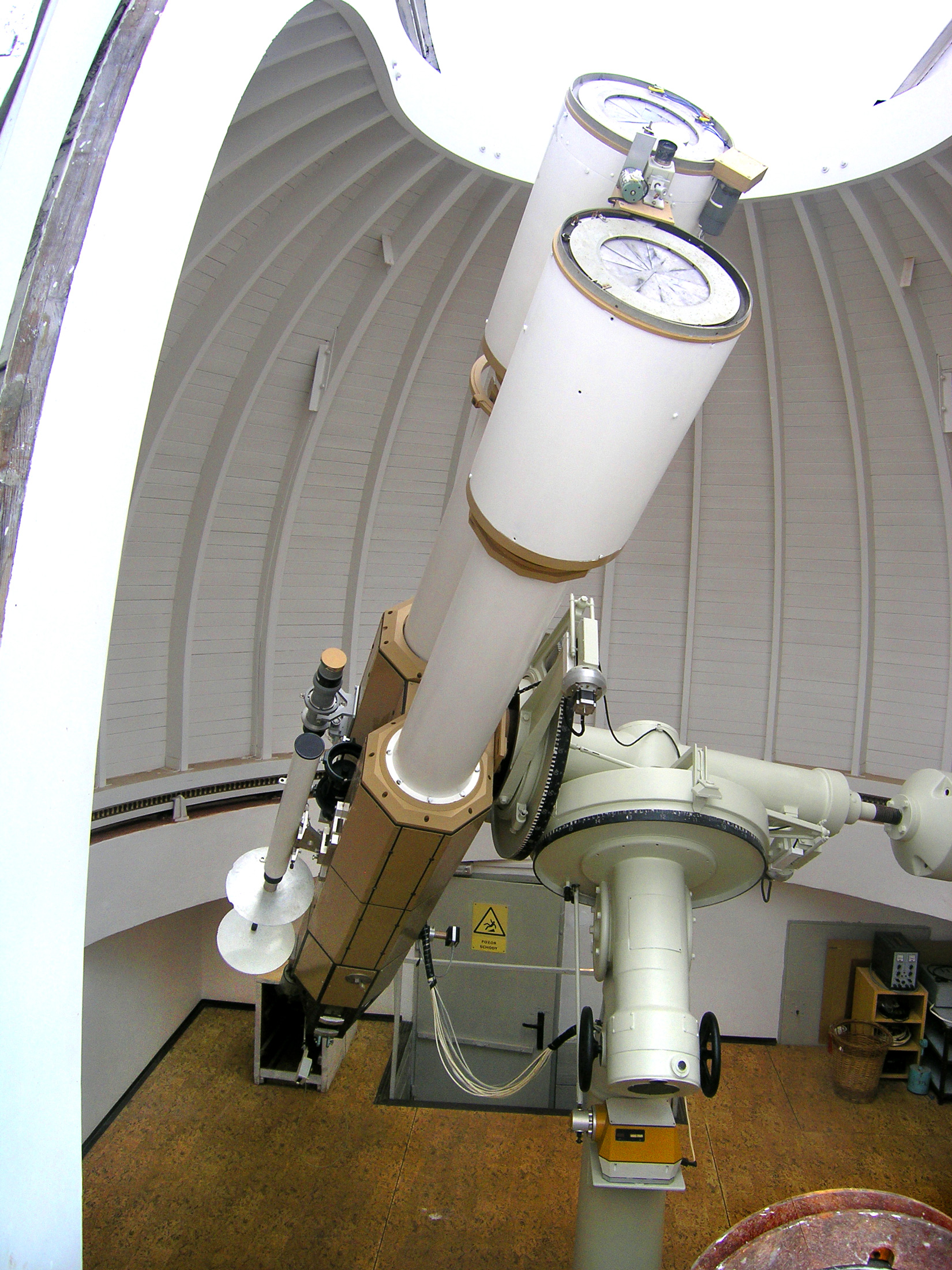
Ondřejov - Telescopio solar.

El observatorio de Ondřejov es un observatorio checo ubicado en Ondřejov, al suroccidente de Praga.
Fue construido en 1898 por Josef Jan Fric como observatorio privado en el pueblo de Ondřejov. Está situado a 35 km al sureste de Praga.
En 1928 el pequeño observatorio fue donado al estado de Checoslovaquia, representado por la Universidad Carolina de Praga.
El sitio del observatorio Ondřejov, a una altitud de 500 m en los alrededores de Praga, en una zona relativamente libre de contaminación, resultó ser muy bien elegido.
Tras la fundación de la Academia Checoslovaca de Ciencias, en 1953, se fusionó con el Observatorio Astronómico del Estado para crear el Instituto de Astronomía, que ahora pertenece a la Academia de Ciencias de la República Checa. El Instituto de Astronomía de la Academia de Ciencias de la República Checa es una de las más antiguas instituciones científicas del país.
En el momento de la división de la República Federal en la República Checa y Eslovaquia en 1993, la parte de Praga del observatorio se trasladó a unas nuevas instalaciones en Praga-Spořilov.
En este lugar trabajaron los astrónomos Lenka Šarounová y Petr Pravec, realizando numerosos descubrimientos de asteroides.